# 수잰 플레셧
수잰 플러솃(Suzanne Pleshette, 영어 발음: /plə'ʃɛt/, 1937년 1월 31일 ~ 2008년 1월 19일)은 미국의 배우이다.

## 출연 작품
- 라스트 모걸 (2005)
- 센과 치히로의 행방불명 (2001) - 애니메이션 영어 더빙
- 라이온 킹 2 (1998) - 애니메이션
- 리오나 (1990)
- 네온 정글의 집행자 (1988, Alone in the Neon Jungle)
- 누군가 노리고 있다 (1987)
- 러브 게임 (1984)
- Oh, God! Book II (1980)
- 강력범 (1979)
- 섀기 D.A. (1976, The Shaggy D.A.)
- 라티고 (1971)
- 이프 이츠 튜즈데이 (1969)
- 타겟 해리 (1969)
- 더 파워 (1968)
- 검은수염의 유령 (1968)
- 어글리 닥스훈트 (1966, The Ugly Dachshund)
- 네바다 스미스 (1966)
- 새 (1963)
- 연애센터 (1962)
- 게이샤 보이 (1958)

### 텔레비전
- FBI(영어판) (1965)
- 인베이더 - 시리즈 (1967)
- 도망자 (1963)